# Instrument bazowy
Instrument bazowy (również baza instrumentów pochodnych) – obserwowalna zmienna (np. kurs akcji, wartość indeksu giełdowego), od której zależy wycena instrumentu finansowego zwanego instrumentem pochodnym (np. kontraktu terminowego, opcji).
Charakterystyka instrumentu bazowego (np. źródło danych, sposób jego kalkulacji) jest elementem z góry określonego standardu danego instrumentu pochodnego. Wysoka przejrzystość instrumentów bazowych wpływa pozytywnie na zainteresowanie uczestników rynku obrotem danym instrumentem pochodnym. Z tego względu często rolę instrumentów bazowych pełnią ceny aktywów będących przedmiotem obrotu na rynkach regulowanych lub innych zorganizowanych platformach obrotu.
W przypadku instrumentów pochodnych z fizyczną dostawą (nierozliczanych finansowo), instrument bazowy stanowi również przedmiot transakcji na warunkach (takich jak cena i data) określonych w dniu zawarcia transakcji instrumentem pochodnym.
W roli instrumentów bazowych mogą występować rożne towary, instrumenty finansowe lub indeksy ekonomiczne.
Do najczęściej spotykanych na rynku instrumentów bazowych zaliczyć należy:
- ceny papierów wartościowych (głównie akcji);
- stopy procentowe (oprocentowanie obligacji, bonów, lokat międzybankowych);
- kursy walutowe (najbardziej popularnych na świecie walut);
- indeksy ekonomiczne (indeksy giełdowe, stopa inflacji);
- ceny surowców i towarów (ropa naftowa, złoto, zboże);
- ryzyko kredytowe (kredytodawcy);
- parametry pogody (temperatura, wielkość opadów, siła wiatru).